# Joelheira
As joelheiras são acessórios de proteção projetados para resguardar a articulação do joelho contra impactos e lesões, sendo amplamente utilizadas em diversas atividades, especialmente na prática de esportes.

## História e Invenção
A origem exata das joelheiras não é claramente documentada. No entanto, registros históricos indicam que, ao longo dos séculos, diferentes culturas desenvolveram formas de proteção para os joelhos, especialmente em contextos militares e esportivos. Com o avanço das atividades esportivas e industriais, a necessidade de proteger as articulações do joelho tornou-se mais evidente, levando ao desenvolvimento de dispositivos específicos para essa finalidade.

### Patentes e Desenvolvimentos Tecnológicos
Embora não haja um registro específico da primeira patente de uma joelheira, ao longo do tempo, diversas inovações foram introduzidas. Por exemplo, a empresa NEENCA desenvolveu uma joelheira com estabilizadores de mola lateral e almofada de gel para a patela, visando fortalecer o suporte das articulações e reduzir a carga no joelho. 

### Usos e Aplicações
As joelheiras são utilizadas em uma variedade de contextos, incluindo:
- Esportes: Atletas de modalidades como vôlei, basquete, skate e ciclismo utilizam joelheiras para proteger contra impactos e prevenir lesões durante treinos e competições.
- Trabalho: Profissionais que passam longos períodos ajoelhados, como carpinteiros e encanadores, utilizam joelheiras para prevenir lesões por esforço repetitivo e proporcionar conforto.
- Reabilitação Médica: Pacientes em recuperação de lesões no joelho podem usar joelheiras para estabilizar a articulação e auxiliar no processo de cicatrização.[5]

## Curiosidades
- A cantora Madonna foi vista utilizando uma joelheira durante um show no Rio de Janeiro em 2024, o que chamou a atenção do público e da mídia.
- Existem diferentes tipos de joelheiras, desde modelos simples de neoprene até versões mais avançadas com estruturas metálicas para maior suporte. [6]